# Pedro Carmo
Pedro Carmo (Lisboa, 31 de Maio de 1973)  é um actor português.